# 妮科尔·费塞尔
妮科尔·费塞尔（德語：Nicole Fessel，1983年5月19日—），德国女子越野滑雪运动员。她曾代表德国参加2006年、2010年、2014年和2018年冬季奥林匹克运动会越野滑雪比赛，其中2014年冬季奥运会获得一枚铜牌。